# Reações ao Panama Papers
Vários países e outros órgãos oficiais responderam à denúncia do Panama Papers de março de 2016, que se tratava de documentos legais relacionados a paraísos fiscais criados pelo escritório de advocacia panamenho Mossack Fonseca.

## Reações do governo e investigações

### Argentina

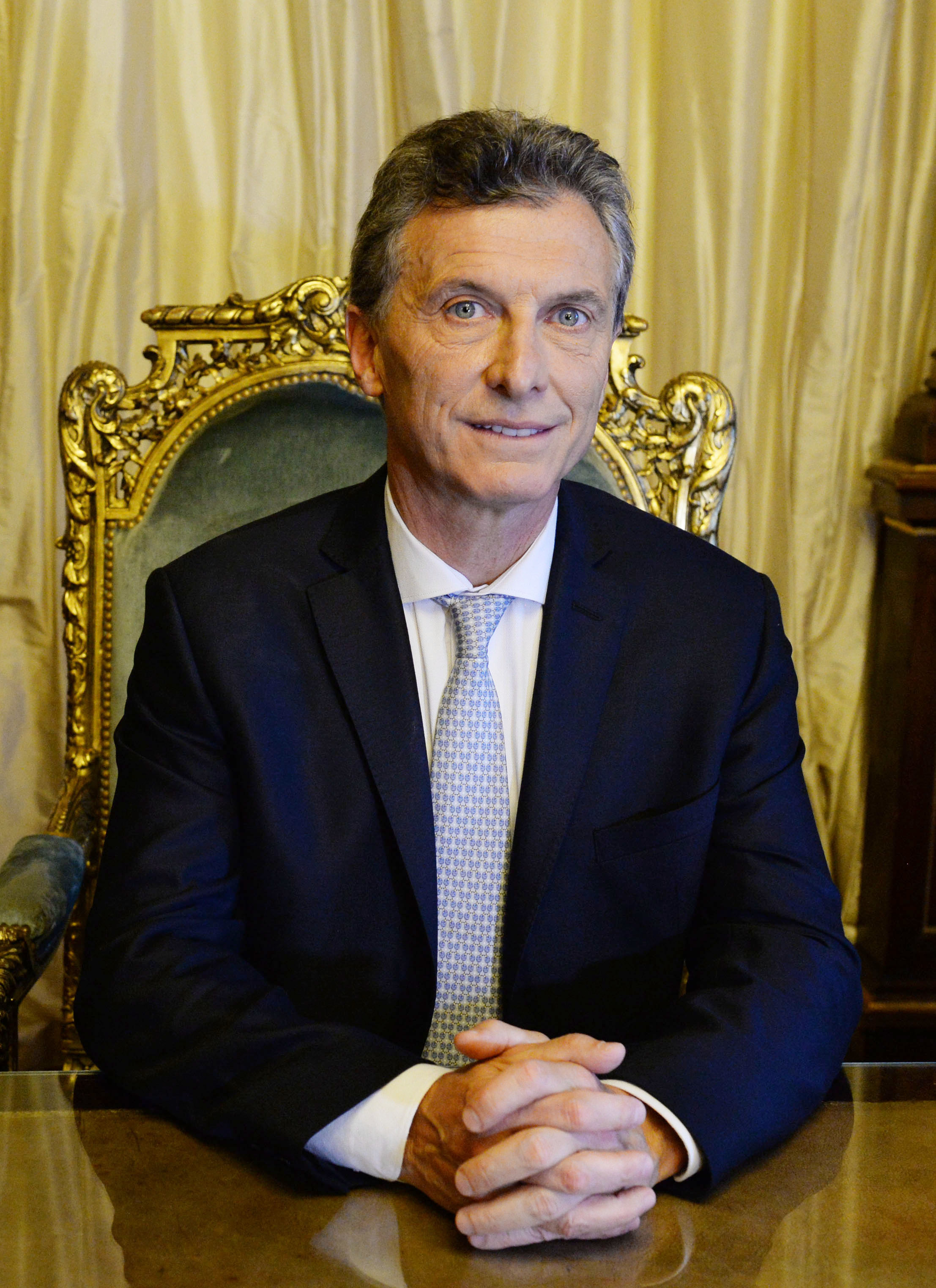
Argentine President Mauricio Macri.

O presidente da Argentina Mauricio Macri foi listado como chefe de uma empresa comercial baseada em  Bahamas que ele não divulgou durante seu mandato como Prefeito de Buenos Aires; não está claro se a divulgação de diretorias de não representativas de capital eram requeridas sob a lei argentina.

### Austrália
O Escritório de Tributação Australiano anunciou que está investigando 800 contribuintes australianos individualmente na lista de clientes de Mossack Fonseca e alguns dos casos podem ser submetidos à Força Tarefa de Crimes Financeiros Graves do país.

### Azerbaijão

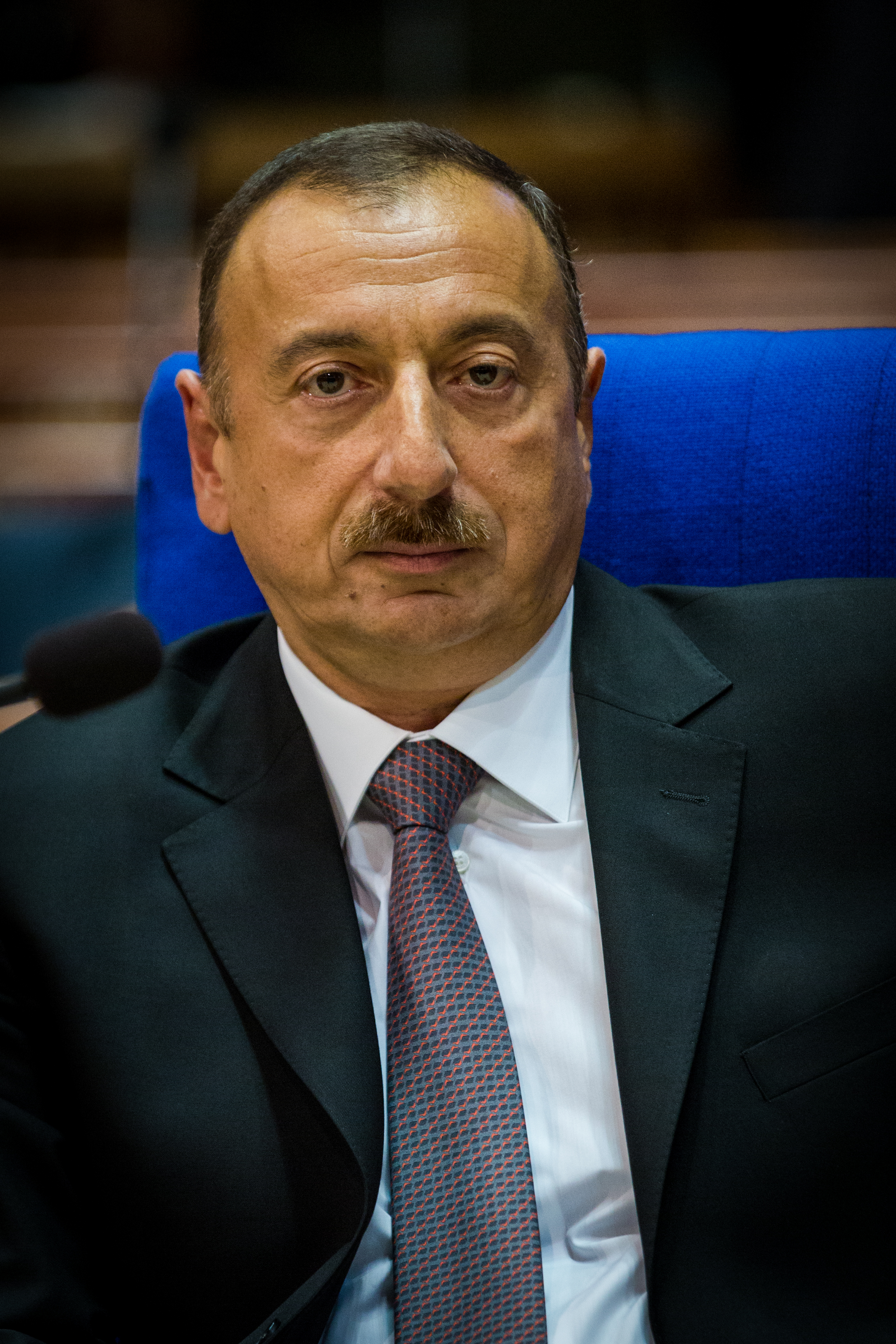
Presidente do Azerbaijão, Ilham Aliyev.

O presidente do Azerbaijão, Ilham Aliyev, não respondeu a nenhuma das repetidas solicitações para comentários.

### Colômbia
A Direção Nacional de Impostos e Alfândegas lançou uma investigação sobre todos os 850 clientes da Mossack Fonseca Colombia, subsidiária da Mossack Fonseca, que foi criada em 2009. Em 2014, a Colômbia tinha colocado Panamá em sua lista negra de paraísos fiscais.

### França
Promotores financeiros franceses abriram uma investigação sobre o caso, e o presidente François Hollande declarou que sonegadores seriam levados a julgamento e punidos. Além disso, como resultado, a França recolocou o Panamá na lista de paraísos fiscais, do qual tinha sido recentemente removido.

### Nova Zelândia
As finanças da Nova Zelândia afirmaram que estava a trabalhar para obter os detalhes dos contribuintes que possam ter envolvimento em esquemas auxiliados pela Mossack Fonseca.
Gerard Ryle, diretor do Consórcio Internacional de Jornalistas Investigativos, disse à Rádio Nova Zelândia em 8 de abril de 2016 que a Nova Zelândia é um paraíso fiscal bem conhecido e uma "frente agradável para os criminosos".

### Suécia
A autoridade de finanças sueca afirmou que iria iniciar uma investigação à Nordea, uma das maiores instituições financeiras dos países nórdicos, depois dos documentos terem revelado que o escritório da sociedade no Luxemburgo ajudou a criar mais de 400 empresas offshore para os seus clientes. Na documentação que o ICIJ teve acesso, sugere que pelo menos 100 empresas offshore secretas facilitada pelo banco permanecem ativas.

### Suíça
Em 11 de abril de 2016, a justiça Suíça informou que um quadro de Amedeo Clemente Modigliani, roubado durante a Segunda Guerra Mundial, foi apreendido no porto de Genebra, no contexto das revelações dos "Panama Papers". "Foi aberto um processo criminal após revelações ligadas aos 'Panama Papers', para efetuar buscas relativas à presença de uma pintura de Modigliani em Genebra", declarou o porta-voz do Poder Judiciário, Henri Della Casa. A obra está avaliada em 25 milhões de dólares. Segundo a Mondex Corp, uma empresa canadense especializada em encontrar obras roubadas, a pintura foi roubada pelos nazistas de um colecionador de arte judeu que fugiu de Paris em 1939. A pintura foi então adquirida em 1996 em um leilão em Londres pela companhia offshore International Art Center (IAC), criada pelo escritório de advocacia panamenho Mossack Fonsseca.

## WikiLeaks
O jornalista investigativo islandês e porta-voz do WikiLeaks, Kristinn Hrafnsson,  solicitou ao Panama Papers para que os documentos sejam publicados na íntegra online. Hrafnsson, que trabalhou no Cablegate em 2010, disse que é compreensível a retenção dos documentos para maximizar o impacto, mas disse que no final os documentos devem ser publicado na íntegra para o acesso público.